# Léon-Paul Classe
Léon-Paul Classe (Metz, 28 giugno 1874 – Kabgayi, 31 gennaio 1945) è stato un missionario e vescovo cattolico francese.

## Biografia
Iniziò la sua formazione ecclesiastica nel seminario minore di Versailles e proseguì gli studi presso i sulpiziani del seminario maggiore d'Issy. Entrò poi nel noviziato di Cartagine dei Missionari d'Africa, per i quali fu ordinato prete nel 1900.
Fu, per alcuni mesi, segretario del superiore generale della congregazione, Léon Livinhac, e nel 1901 raggiunse le missioni del suo istituto in Ruanda.
Nel 1907 fu nominato vicario delegato di Jean-Joseph Hirth e nel 1922 gli succedette come vicario apostolico del Ruanda.
Fece costruire scuole e dispensari, erigere chiese e tracciare strade. Si interessò alla formazione del clero locale e alle congregazioni indigene: curò lo sviluppo delle suore benebikira e diede inizio a alla congregazione dei fratelli bayozefiti.

## Genealogia episcopale
La genealogia episcopale è:
- Cardinale Scipione Rebiba
- Cardinale Giulio Antonio Santori
- Cardinale Girolamo Bernerio, O.P.
- Arcivescovo Galeazzo Sanvitale
- Cardinale Ludovico Ludovisi
- Cardinale Luigi Caetani
- Cardinale Ulderico Carpegna
- Cardinale Paluzzo Paluzzi Altieri degli Albertoni
- Papa Benedetto XIII
- Papa Benedetto XIV
- Papa Clemente XIII
- Cardinale Bernardino Giraud
- Cardinale Alessandro Mattei
- Cardinale Pietro Francesco Galleffi
- Cardinale Giacomo Filippo Fransoni
- Cardinale Carlo Sacconi
- Cardinale Edward Henry Howard
- Cardinale Mariano Rampolla del Tindaro
- Cardinale Antonio Vico
- Cardinale Desiré-Félicien-François-Joseph Mercier
- Vescovo Léon-Paul Classe, M. Afr.